# ブエルタ・ア・アンダルシア
ブエルタ・ア・アンダルシア（スペイン語: Vuelta a Andalucía）は、スペイン、アンダルシア州で例年2月中旬〜下旬に開催されている自転車ロードレースのステージレース。
2019年まではUCIヨーロッパツアー2.HCカテゴリ。2020年にUCIプロシリーズへカテゴリ変更。
コスタ・デル・ソルにちなんで、ルタ・デル・ソル（Ruta del Sol,「太陽の道」）という別名がある。
2024年大会は地元農民のデモにより道路封鎖などが行われ警備隊の確保が困難になったため、第3ステージの個人タイムトライアル以外は中止となった。

## 歴代優勝者
| 年        | 優勝者                           | 国籍     |
| --------- | -------------------------------- | -------- |
| 1925      | リカルド・モンテロ               | スペイン |
| 1926-1954 | 開催なし                         |          |
| 1955      | ホセ・ゴメス・デル・モラル       | スペイン |
| 1956      | ミゲル・ボベル                   | スペイン |
| 1957      | オルテンシオ・ビダウレタ         | スペイン |
| 1958      | ガブリエル・カンパニ             | スペイン |
| 1959      | ミゲル・パチェコ                 | スペイン |
| 1960      | ガブリエル・マス                 | スペイン |
| 1961      | アンヘリノ・ソレル               | スペイン |
| 1962      | ホセ・アントニオ・モメネ         | スペイン |
| 1963      | アントニオ・バルティア           | スペイン |
| 1964      | ルディ・アルティヒ               | 西ドイツ |
| 1965      | ホセ・セグ                       | スペイン |
| 1966      | ヘスス・アランサバル             | スペイン |
| 1967      | ラモン・メンディブル             | スペイン |
| 1968      | アントーン・ハウブレヒツ         | ベルギー |
| 1969      | アントニオ・ゴメス・デル・モラル | スペイン |
| 1970      | ホセ・ゴメス・ルカス             | スペイン |
| 1971      | ジャンピエール・モンセレ         | ベルギー |
| 1972      | ヤン・クレケルス                 | オランダ |
| 1973      | ジョルジュ・パンタン             | ベルギー |
| 1974      | フレディ・マルテンス             | ベルギー |
| 1975      | フレディ・マルテンス             | ベルギー |
| 1976      | ヘリー・クネットマン             | オランダ |
| 1977      | ディートリヒ・トゥーラウ         | 西ドイツ |
| 1978      | 開催なし                         |          |
| 1979      | ディートリヒ・トゥーラウ         | 西ドイツ |
| 1980      | ダニエル・ウィレムス             | ベルギー |
| 1981      | ヨス・スヒペル                   | オランダ |
| 1982      | マルク・セルジャン               | ベルギー |
| 1983      | エドゥアルド・チョサス           | スペイン |
| 1984      | フリアン・ゴロスペ               | スペイン |

| 年   | 優勝者                           | 国籍           |
| ---- | -------------------------------- | -------------- |
| 1985 | ロルフ・ゲルツ                   | 西ドイツ       |
| 1986 | スティーヴン・ロークス           | オランダ       |
| 1987 | ロルフ・ゲルツ                   | 西ドイツ       |
| 1988 | エドヴィヒ・ファン・ホーイドンク | ベルギー       |
| 1989 | ファビオ・ボルドナーリ           | イタリア       |
| 1990 | エドゥアルド・チョサス           | スペイン       |
| 1991 | ロベルト・レサウン               | スペイン       |
| 1992 | ミゲル・マルティネス・トレス     | スペイン       |
| 1993 | フリアン・ゴロスペ               | スペイン       |
| 1994 | ステファノ・デッラ・サンタ       | イタリア       |
| 1995 | ステファノ・デッラ・サンタ       | イタリア       |
| 1996 | ニール・ステファンス             | オーストラリア |
| 1997 | エリック・ツァベル               | ドイツ         |
| 1998 | マルセリノ・ガルシア             | スペイン       |
| 1999 | パスクアル・ロドリゲス           | スペイン       |
| 2000 | ミゲル・アンヘル・ペニャ         | スペイン       |
| 2001 | エリック・デッケル               | オランダ       |
| 2002 | アントニオ・コロム               | スペイン       |
| 2003 | パスクアル・リョレンテ           | スペイン       |
| 2004 | フアン・カルロス・ドミンゲス     | スペイン       |
| 2005 | フランシスコ・カベリョ           | スペイン       |
| 2006 | カルロス・ガルシア・ケサダ       | スペイン       |
| 2007 | オスカル・フレイレ               | スペイン       |
| 2008 | パブロ・ラストラス               | スペイン       |
| 2009 | ヨースト・ポストヒュマ           | オランダ       |
| 2010 | マイケル・ロジャース             | オーストラリア |
| 2011 | マルケル・イリサール             | スペイン       |
| 2012 | アレハンドロ・バルベルデ         | スペイン       |
| 2013 | アレハンドロ・バルベルデ         | スペイン       |
| 2014 | アレハンドロ・バルベルデ         | スペイン       |
| 2015 | クリス・フルーム                 | イギリス       |
| 2016 | アレハンドロ・バルベルデ         | スペイン       |

| 年   | 優勝者                   | 国籍       |
| ---- | ------------------------ | ---------- |
| 2017 | アレハンドロ・バルベルデ | スペイン   |
| 2018 | ティム・ウェレンス       | ベルギー   |
| 2019 | ヤコブ・フルサン         | デンマーク |
| 2020 | ヤコブ・フルサン         | デンマーク |
| 2021 | ミゲル・アンヘル・ロペス | コロンビア |
| 2022 | ウァウテル・プールス     | オランダ   |
| 2023 | タデイ・ポガチャル       | スロベニア |
| 2024 | マキシム・ファン・ヒルス | ベルギー   |
| 2025 | パヴェル・シヴァコフ     | フランス   |